# Charles Duquesnoy
 (mai 2013).
Si vous disposez d'ouvrages ou d'articles de référence ou si vous connaissez des sites web de qualité traitant du thème abordé ici, merci de compléter l'article en donnant les références utiles à sa vérifiabilité et en les liant à la section « Notes et références ».
Charles, Joseph Duquesnoy né le 30 décembre 1921 à Boulogne-sur-Mer (Pas-de-Calais) et mort au combat le 27 août 1944 à Saint-André-en-Barrois (Meuse), est un militant communiste français, responsable FTP dans le Pas-de-Calais puis dans la Meuse à partir de mars 1944.

## Biographie
Responsable FTPF à Frévent, dans le Pas-de-Calais, les gendarmes le préviennent qu'il est très activement recherché par les polices françaises et allemandes.
Il est envoyé en mars 1944 dans la Meuse avec neuf autres résistants FTPF du Pas-de-Calais pour organiser le maquis meusien décapité par les allemands en décembre 1943. Avec Marcel Petit (Capitaine Marcel), originaire comme lui du Pas-de-Calais, Catherine Varlin (Catherine), envoyée depuis Toulouse par les FTP-MOI pour prendre la tête des maquis d'évadés soviétiques et Pierre Jolly (Robert), officier en retraite, maire de Souilly, il organise et coordonne les maquis FTP meusiens sous le nom de Commandant « Frédé » ou « Freddy ».  
Il est tué, à l'âge de 22 ans, le 27 août 1944 lors de l'attaque par les Allemands de la ferme de Raymond Cordier qui l'héberge à Saint-André-en-Barrois. Marié et père d'une petite fille au moment de sa mort, son épouse attend un second enfant. Trois jours plus tard, le département de la Meuse est libéré en totalité.
En 1945, Pierre Jolly écrit à son propos : « Le commandant Duquesnoy Charles était un chef dans toute l'acception du terme. Ses connaissances militaires et son aptitude au commandement égalaient celles d'un bon officier d'une armée régulière, fait remarquable chez un homme qui n'avait jamais reçu aucune formation professionnelle. Sa mâle figure où brillaient deux yeux intelligents, sa haute et fière stature, son allure martiale, toute sa personne contribuaient à donner à tous une impression de force et de sécurité. Il en imposait, comme il avait conquis l'estime et l'affection de tous. » .

## Hommages posthumes
- Charles Duquesnoy est décoré à titre posthume de la Médaille de la Résistance française par décret du 31 mars 1947[6].
- Une rue de la commune de Frévent porte son nom.